# Ángel Tejeda
Ángel Gabriel Tejeda Escobar (El Progreso, 1º giugno 1991) è un calciatore honduregno, attaccante del Real España.

## Carriera

### Club
Ha sempre giocato nel campionato honduregno.

### Nazionale
Ha esordito in Nazionale nel 2015 ed è stato convocato per la Gold Cup 2017.